# Dub Jones
Dub Jones (Arcadia, Luisiana, 29 de diciembre de 1924-Ruston, Luisiana, 2 de noviembre de 2024) fue un jugador y entrenador estadounidense de fútbol americano que jugó en la posición de running back y fue tres veces campeón de la NFL.

## Carrera

### Universitario
A nivel universitario jugó primero con los LSU Tigers, equipo donde había jugado uno de sus hermanos, donde jugó un año ya que después se unió a la Armada de los Estados Unidos durante la Segunda Guerra Mundial. De ahí pasó al V-12 Navy College Training Program, parte de Tulane Green Wave, donde jugó con el equipo universitario en 1943 y 1944.
Jones tuvo 700 yardas por tierra y 4 touchdowns en 1944, en su tercer año, siendo seleccionado como All-American y All-Southeastern Conference por los columnistas deportivos.Como parte de la Armada fue un bombero, y en 1945 jugó para el equipo militar de la Naval Submarine Base New London en New London, Connecticut. Antes de iniciar su carrera profesional en 1946 jugó en el Chicago College All-Star Game, un desaparecido partido anual entre el campeón de la National Football League ante un equipo universitario. Liderados por el quarterback y futuro compañero de equipo Otto Graham, los universitarios vencieron a Los Angeles Rams 16–0 en ese año.

### Profesional
Jones fue seleccionado por los Chicago Cardinals de la National Football League (NFL) en la segunda posición global del Draft de 1946, pero no firmó con ningún equipo porque quería terminar sus estudios en Universidad Estatal de Luisiana. Cuando los Miami Seahawks de la nueva All-America Football Conference (AAFC) le ofrecieron un contrato de doce mil dólares, aceptó y se unió al equipo. Los Seahawks solo ganaron tres partidos en 1946 en su primera temporada, y Jones fue cambiado junto a otros dos jugadores a los Brooklyn Dodgers, otro equipo de la AAFCm en diciembre. Los Seahawks desaparecieron y se mudaron a Baltimore por la poca asistencia a los partidos y a la falta de dinero. Jones jugó con los Dodgers en los últimos tres partidos de la temporada de 1946 donde corrió para 62 yardas e 19 acarreos.
Los Dodgers consiguieron a Jones como reemplazo de Glenn Dobbs por sus lesiones. Jones salió lastimado en la temporada de 1947 cuando recibió un golpe de Bill Willis de los Cleveland Browns. Lesiones en su rodilla, articulación y clavícula lo forzaron a ausentarse en varias semanas. Se rompió la mano cuando regresó de las lesiones y se dedicó a jugar de cornerback el resto de la temporada.
Paul Brown, en ese entonces entrenador de los Browns, le impresionaron las habilidades defensivas de Jones e Brooklyn, y lo cambiaron por la estrella de los Michigan Wolverines Bob Chappuis en junio de 1948. Jones inició su carrera con los Browns como defensive back, pero a finales de la temporada pasó a jugar en la ofensiva porque sus habilidades defensivas no calzaban con la forma de juego de los Browns. Jones jugó en ofensiva junto a Graham, el quarterback del equipo, y el fullback Marion Motley, llevando a los Browns a ganar todos los partidos de la temporada 1948 y vencer a los Buffalo Bills por tercera vez seguida por el campeonato de la AAFC. Terminó el año con 149 yardas terrestres en 33 acarreos.
En las siguientes dos temporadas Jones pasó a jugar de flanker, una posición que él ayudó a crear, la cual era una posición donde aparte de correr también podía recibir pases, sacando provecho a su estatura y facilitar el ataque aéreo de los Browns junto a los ends Dante Lavelli y Mac Speedie. Jones jugaba detrás de la línea de scrimmage antes de que centraran el balón, provocando confusiones y errores en la defensa rival. Tuvo 312 yardas terrestres y 241 por pase en 1949, guiando a los Browns a toro título de la AAFC championship.
Jones llegó con los Browns a la NFL tras la desaparición de la AAFC. Cleveland terminó de campeón en 1950 ante los Rams gracias a los pases cortos que recibía ante la poca marca de los rivales. Jones tuvo 31 recepciones y 11 acarreos en 1950.
Jones en 1951 anotó 12 touchdowns y puso su récord personal de 1,062 yardas. Empató el récord de la NFL récord el 25 de noviembre de 1951 donde anotó seis touchdowns - 4 terrestres, 2 aéreos - en la victoria 42–21 ante los Chicago Bears, récord que actualmente comparte con Ernie Nevers (1929), Gale Sayers (1965) y Alvin Kamara (2020). Los Browns terminaron la temporada con récord de 11–1 y jugaron por el campeonato de la NFL, donde perdieron ante los Rams. Jones terminó de segundo lugar en la NFL en touchdowns, por lo que fue llamado al Pro Bowl. Ese año también fue seleccionado en el primer equipo All-Pro.
Jones luego del Pro Bowl de 1952 tuvo 952 yardas totales y seis touchdowns. Cleveland llegó a la final del campeonato de la NFL por tercera vez seguida, perdiendo 7–17 ante los Detroit Lions. En 1953 los números de Jones bajaron: solo tuvo 401 yardas totales sin touchdowns, por lo que decidió retirarse con los Browns luego de volvera perder otra final de la NFL. Regresaría a Ruston para trabajar como leñador, pero los Browns lo contactaron porque lo necesitaban para la temporada de 1954. Jones jugó dos años más, donde fue campeón con los Browns antes de retirarse. En 1955 se lastimó el brazo en un juego de pretemporada que hizo que se perdiera varios partidos.

### Entrenador
Jones estuvo trabajando en sus propios negocios en Ruston luego de retirarse con los Browns. Fue instructor especial con los Houston Oilers por poco tiempo y supervisor ocasiones en los programas en Luisiana, pero alejado del fútbol americano. Regresó a los Browns como asistente en marzo de 1963 luego de que Paul Brown fuera despedido por el dueño Art Modell. Blanton Collier, pasó a ser el entrenador y Jones pasó a ser el entrenador de receptores. Jones y Collier eran cercanos en sus años como jugadores, y Collier lo puso en el cargo por su inteligencia en el juego.
Con Collier, Jones supervisaba el backfield ofensivo, y también llamaba las jugadas ofensivas. Dirigía al equipo desde la cabina porque Collier no podía oirlo. Los Browns ganaron los primeros seis partidos de la temporada  pero no pudieron llegar a jugar el partido de campeonato en esa temporada. Al año siguiente el equipo terminó con récord de 10–3–1 y ganaron la división este. Cleveland ganaría el campeonato luego de vecer a los Baltimore Colts en 1964. Los Browns volverían a llegar a la final del campeonato de la NFL, pero perdieron ante los Green Bay Packers. En su periodo como entrenador, Jones entrenó a los running backs Jim Brown y Leroy Kelly, ambos finalmente miembros del Pro Football Hall of Fame. También entrenó al wide receiver Paul Warfield, otro miembro del Salón dela Fama, parte de los Browns campeones en 1964.
Jones permaneció con los Browns hasta inicios de 1968, cuando fue despedido y reemplazado por Nick Skorich. Los Browns le habían ofrecido trabajo como entrenador de medio tiempo pero no se sabía exactamente que posición iba a tener; por los que Jones rechazó la oferta. Al dejar a los Browns, Jones regresó a Ruston y a veces se dedicaba a reclutar jugadores para Grambling State Tigers. También fue entrenador voluntario de wide receivers en Grambling State. Más tarde trabajó con su hijo Tom como contratista general en Ruston.
Jones fue seleccionado en el Louisiana Sports Hall of Fame en 1982 y en el Greater New Orleans Sports Hall of Fame en 1984.

## Vida personal
Jones estuvo casado con Schumpert Barnes, una compañera de clases en Ruston High School, desde junio de 1946 hasta su muerte. Tuvo siete hijo, cuatro de ellos jugaron fútbol americano a nivel universitario. Uno de sus hijos, Bert Jones, fue quarterback que jugó 10 temporadas con los Baltimore Colts y Los Angeles Rams, y ganó el JMV en 1976.